# Берден (Канзас)
Берден (енгл. Burden) град је у америчкој савезној држави Канзас.

## Демографија
По попису из 2010. године број становника је 535, што је 29 (-5,1%) становника мање него 2000. године.
| Група             | 2000.       | 2010.       |
| Белци             | 525 (93,1%) | 502 (93,8%) |
| Афроамериканци    | 1 (0,2%)    | 0 (0,0%)    |
| Азијати           | 0 (0,0%)    | 0 (0,0%)    |
| Хиспаноамериканци | 11 (2,0%)   | 20 (3,7%)   |
| Укупно            | 564         | 535         |